# Elam Tunhammar
Elam Wihlgott Tunhammar, född 18 januari 1903 i Limhamn, död 14 februari 1995 i Eriksfälts församling, var en svensk företagsledare.

## Biografi
Tunhammar blev jur.kand. vid Lunds universitet 1925, genomförde tingstjänstgöring 1925–1929, var ombudsman vid Hellefors Bruks AB med dotterföretag 1929–1936, direktörsassistent vid Järnbruksförbundet 1936–1939, vice verkställande direktör där 1940–1941, t.f. verkställande direktör för Sveriges järn- och metallmanufakturförening 42 och 2:e direktör för Sveriges industriförbund 1942–1947. Han var direktör vid Electrolux 1947–1951, verkställande direktör för AB Svenska Tobaksmonopolet 1951–1957  och för Skånska Cement AB och AB Iföverken 1957–1968. Tunhammar är begravd på Limhamns kyrkogård.

## Utmärkelser, ledamotskap och priser
- Kommendör med stora korset av Nordstjärneorden, 6 juni 1969.[4]
- Ledamot av Kungliga Humanistiska Vetenskapssamfundet i Lund (LLHS, 1964).[5]
- Ledamot av Vetenskapssocieteten i Lund (LVSL).[6]